# ۱۰۳۴ (خورشیدی)
۱۰۳۴ هزار و سی و چهارمین سال هجری خورشیدی است.